# رامون راميريز (لاعب كرة قاعدة فنزويلي)
رامون راميريز (بالإسبانية: Ramón Ramírez)‏ هو لاعب كرة قاعدة فنزويلي، ولد في 16 سبتمبر 1982 في كاغوا ‏ في فنزويلا.

## وصلات خارجية
- رامون راميريز على موقع دوري كرة القاعدة الرئيسي (الإنجليزية)
- رامون راميريز على موقع دوري كوريا الجنوبية لكرة القاعدة (الإنجليزية)
- رامون راميريز على موقعبيزبول رفرنس.كوم (الدوري الرئيسي) (الإنجليزية)
- رامون راميريز على موقعبيزبول رفرنس.كوم (الدوري الثانوي) (الإنجليزية)
- رامون راميريز على موقع إي إس بي إن.كوم (أم.أل.بي) (الإنجليزية)
- رامون راميريز على موقع مشجعي الرسوم البيانية (الإنجليزية)